# Заварний крем
Заварни́й крем або кустард[джерело?] чи кастард — крем, виготовлений з молока або вершків, яєць (зазвичай тільки жовтка) та цукру.
Заварний крем можна використовувати як солодкий соус, на його основі готують також складніші страви: десерти, пінники, суфле, пудинги та креми. Заварний крем широко використовують при виготовленні кондитерських виробів: ним поливають торти та просочують паляниці (наполеон, бостонський торт), ним заповнюють тістечка (еклери), тарти і тарталетки (яєчний тарт), та інші десерти (трайфл, тяван-мусі, крем-брюле). Також, на його основі готують морозиво. Заварний крем можна запікати, що робить його повноцінним десертом.
Заварний крем зазвичай готується на водяній бані або дуже обережно нагрівається в каструлі на плиті, хоча крем можна також приготувати на парі, запекти в печі (з використанням або без використання водяної бані) чи навіть приготувати в скороварці. Приготування кустарду — це кропіткий процес, оскільки підвищення температури на 3–6 °C може спричинити перегрівання та загущення. Загалом температура повністю приготованого крему не повинна перевищувати 80 °C; крем починає тверднути при 70 °C. Водяна баня уповільнює теплообмін і полегшує вилучення крему з печі, поки він не застиг.

## Історія

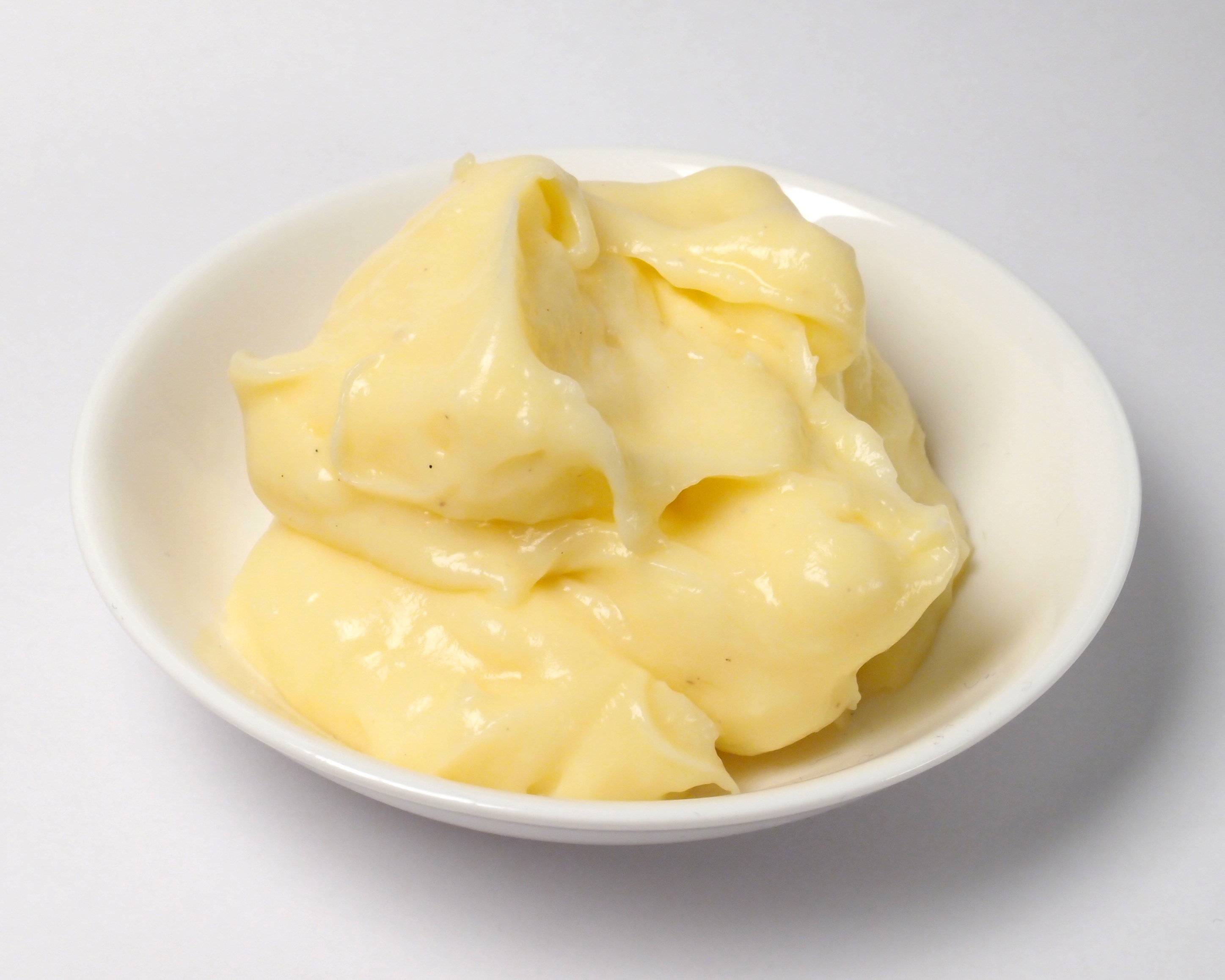
Кондитерський крем

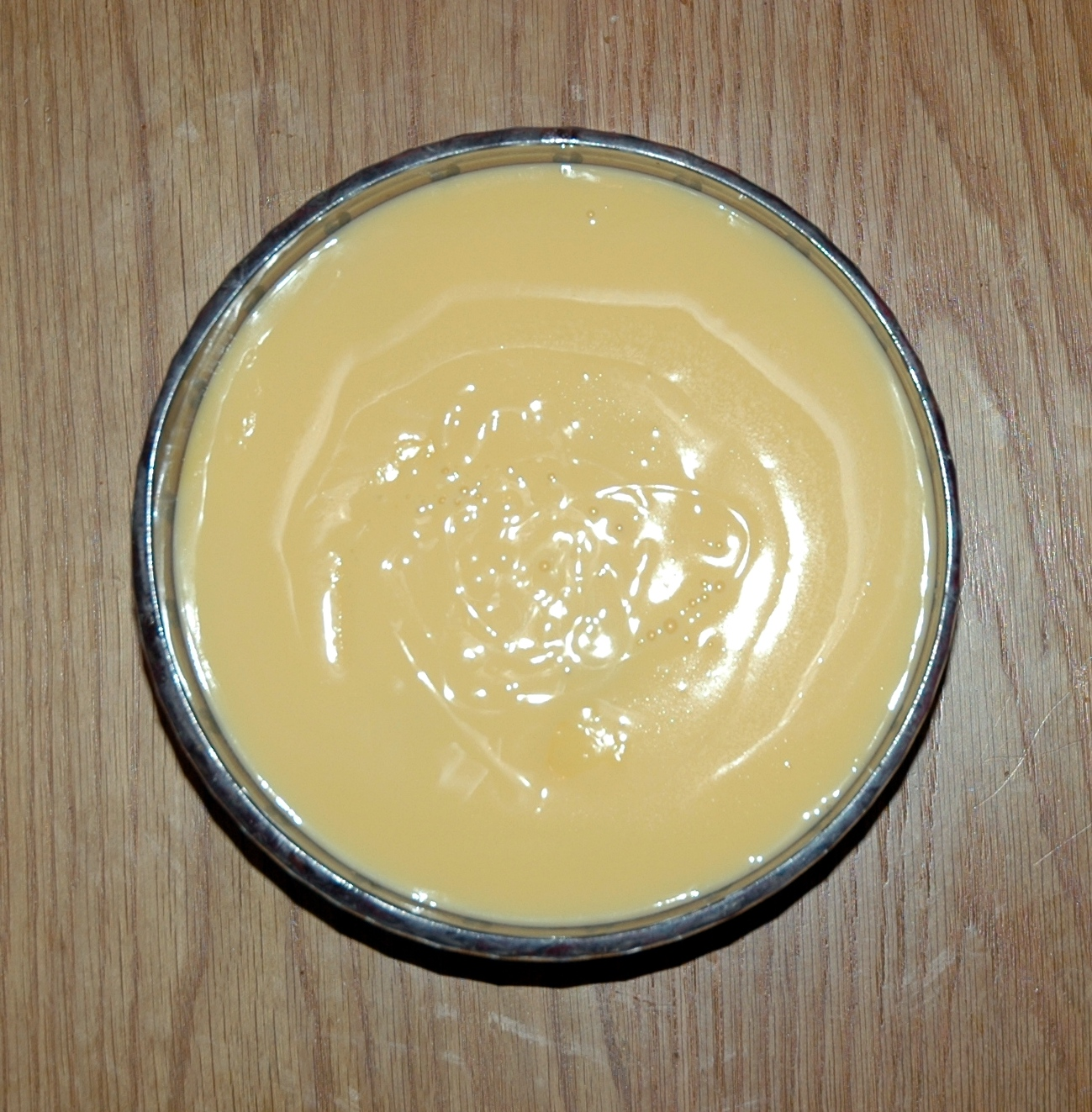
Миска заварного крему

Суміш молока та яєць, що згущується при нагріванні, вже давно стала частиною європейської кухні, починаючи ще зі Стародавнього Риму. Тістечка із заварним кремом (тарталетки) були дуже популярними у Середньовіччі. Англійське слово custard походить від французького терміна croustade, який вживали для позначення будь-яких пирогів, що походить від італійського слова crostata, яке, у свою чергу, походить від латинського crustāre.
В англійській кулінарній книзі XIV сторіччя The Forme of Cury зустрічаються рецепти Crustardes of flessh і Crustade. Це — тарталетки з м'ясною, рибною та фруктовою начинкою. У довіднику зустрічаються рецепти заварного крему, приготованого в горщику, але під назвою Creme Boylede або Creme boiled.

## Різновиди
Хоча термін кустард може означати різноманітні згущені страви, технічно (та у французькій кухні) слово кустард (фр. crème або фр. crème moulée) позначує саме крем, що згущений лише за допомогою яєчних жовтків.
При додаванні крохмалю виходить кондитерський крем (фр. crème pâtissière), приготований з поєднанням молока або вершків, яєчних жовтків, цукру-піску, борошна або іншого крохмалю, а інколи також ванільних, шоколадних або лимонних ароматизаторів. Crème pâtissière є ключовим складником багатьох французьких десертів, включаючи наполеон та тарти з начинкою. Крем також використовують в італійських кондитерських виробах, а іноді й у бостонському торті. Згущування заварного крему зумовлено поєднанням яєць і кукурудзяного крохмалю. Кукурудзяне або звичайне борошно згущується при температурі 100 °C, що вказано в багатьох рецептах з приготування кондитерського крему. У традиційному заварному кремі, такому як crème anglaise, де яйце використовують як загусник, кипіння спричинює перегрівання та наступне згущення заварного крему; у кондитерському кремі цьому запобігає крохмаль. Після охолодження крохмаль, що міститься в кондитерському кремі, згущує його, і перед вживанням крем необхідно збити.
При додаванні желатину виходить crème anglaise collée. Коли додаються желатин та збиті вершки, і суміш заливається у формочки, виходить баварський крем (фр. bavarois). Якщо крохмаль використовують як загусник (без яєць), виходить бланманже (фр. blanc-manger). У британській кухні існує багато різних традиційних рецептів приготування заварного крему: за деякими з них крем згущується переважно завдяки кукурудзяному крохмалю, а не завдяки яйцям; інші рецепти пропонують звичайне борошно для згущування.
Після згущування заварний крем можна змішувати з іншими інгредієнтами: якщо змішати заварний крем з білками, збитими до міцної піни та додати желатин,  вийде crème chiboust; якщо змішати заварний крем зі збитими вершками, вийде crème légère. Якщо збити заварний крем у вершковому маслі, вийде crème mousseline.
Кіш — це пікантний тарт із кремовою начинкою. Деякі види тимбалю або овочевого хліба приготовані на основі крему, перемішаного з подрібненими пікантними складниками. Custard royale — густий крем, що нарізується в декоративних формах та подається як гарнір до супу, бульйону чи стью. У німецькомовних країнах він знаний як Аєрштіх (нім. Eierstich) та подається як гарнір до німецького весільного супу (нім. Hochzeitssuppe). Тяван-мусі — японський пиріг із кустарду, що готується на парі та подається в невеликій мисці або на блюдці.
Заварний крем також може бути використаний як верхній шар при гратинуванні, як, наприклад, у південноафриканському боботі та в багатьох рецептах мусаки.

## Застосування
Заварний крем використовують для приготування таких десертів:
- А-ля-Буї
- Англійський крем
- Баварський крем
- Банановий кустард
- Банановий пудинг
- Бататовий пиріг
- Батермілк
- Бджолиний укус
- Берлінський пончик
- Боб Енді
- Бобовий пиріг
- Бостонський пончик
- Бостонський торт
- Бугаца
- Ваталапан
- Вузетка
- Галактобуреко
- Гарбузовий пиріг
- Гоголь-моголь
- Дзеполе
- Еклер
- Заварний пиріг
- Заварний тарт
- Зальцбурзькі клюски
- Заморожений кустард
- Карамельний пудинг
- Карпатка
- Каталонський крем
- Кисіль
- Клафуті
- Кокосовий джем
- Королева пудингів
- Крем-брюле
- Кремовий горщик
- Кремовий пиріг
- Кремувка (наполеонка)
- Кремшніте
- Крофне
- Куїндим
- Лимонний пиріг з меренгою
- Манчестерський тарт
- Мато-де-Педральбес
- Мелверн
- Мігелітос
- Молочний тарт
- Мухалебі
- Нанаїмо
- Наполеон
- Натільяс
- Нініш
- Нормандський тарт
- Озаркський пудинг
- Паштел-де-ната
- Пекановий пиріг
- Піо Квінто
- Плаваючий острів
- Пончик
- Профітролі
- Рожата
- Сабайон
- Семіфредо
- Скулебрьод
- Суфле
- Тарт дру́жок
- Таякі
- Тіпсі
- Тирамісу
- Тістечко Святого Гонората
- Томпус
- Торта-де-ната
- Трайфл
- Фар Бретон
- Фла
- Флай
- Флан
- Фланбі
- Флепер
- Флоньярд
- Франжипан
- Хлібно-масляний пудинг
- Чизкейк
- Шарлотка
- Шибуст
- Шоколадний пиріг
- Яєчний тарт

## Фізичні та хімічні властивості
Приготований заварний крем — це слабкий гель, в'язкий і тиксотропний; хоча крем легше перемішувати, якщо його використовувати інтенсивніше, він, на відміну від інших тиксотропних рідин, не відновлює з часом втрачену в'язкість.

### Використання крохмалю
Суспензія із сирого кустардового порошку у воді з відповідними пропорціями має протилежну реологічну властивість: суспензія є дилатантною рідиною, тобто під тиском стає більш в'язкою. Подібні суспензії використовують для пояснення явища неньютонівської рідини. Крохмаль часто додається до кустарду, створюючи таким чином захисну оболонку від перегрівання та передчасного згущення. Гранули крохмалю в суміші виконують роль теплового буфера: вони повільно гідратують і поглинають тепло, зберігаючи постійний ступінь теплообміну. Окрім запобігання згущуванню, крохмаль допомагає поліпшити текстуру та смак.

### Вміст білків
Яйця містять білки, що необхідні для утворення гелю та натуральні емульгатори для підтримання структури. Яєчні жовтки містять багато ліпопротеїнів високої та низької щільності, залізо, лецитин, тіамін і вітамін A. Жовток також містить багато ферментів, які можуть розщепити будь-який доданий крохмаль. Активність цих ферментів спричинює розрідження крему в роті. Яєчні білки складаються з води на 90 % і містять білки альбуміни.

### Дія водневого показника
pH — дуже важлива властивість крему. За даними спостережень, що вищим є водневий показник (від 9), то твердіший гель; що водневий показник нижчий (до 5), то гірше формується власне структура гелю. Це відбувається завдяки протонуванню білків, які не здатні утворювати ковалентні зв'язки.

## Виготовлення
Спочатку для формування гелю додається молоко, яке слід нагріти. В іншій посудині необхідно збити яєчні жовтки й білки, емульгатори та стабілізатори. Жовтки й білки можуть бути як і свіжими, так і у вигляді порошку. Після цього нагріте молоко та суміш з яєць слід збити. Слід зазаначити, що гаряче молоко необхідно повільно вливати в суміш, аби запобігти передчасному згущенню. В іншому разі однорідної маси може не вийти, оскільки гаряче молоко може нагріти яєчний білок. Коли все змішано, суміш молока й яєць проходить гомогенізацію, аби забезпечити надання суміші однорідної структури.